# 오스틴 펜들튼

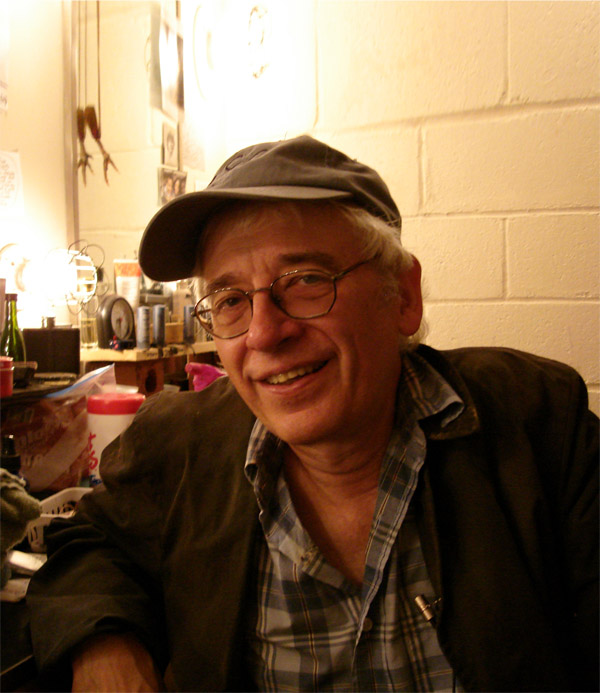

오스틴 펜들튼(Austin Pendleton, 본명: 오스틴 캠벨 펜들튼/Austin Campbell Pendleton, 1940년 3월 27일 ~ )은 미국의 배우, 극작가이다. 캐치 22 (영화), 왓츠 업 덕, 특종 기사 (1974년 영화), 머펫 무비, 조니 5 파괴 작전, 나의 사촌 비니, 아미스타드 (영화), 뷰티풀 마인드 (2001년 영화) 등 다양한 영화에 등장했다.

## 작품

### 연극
- 욘 가브리엘 보르크만
- 바냐 아저씨
- 억척어멈과 그의 자식들
- 로미오와 줄리엣
- 로스메르스홀름
- 세 자매 (희곡)
- 이바노프 (희곡)
- 리처드 3세 (희곡)

### 영화
- 캐치 22 (영화)
- 왓츠 업 덕
- 특종 기사 (1974년 영화)
- 머펫 무비
- 사랑의 새출발
- 조니 5 파괴 작전
- 나의 사촌 비니
- 위대한 승부
- 퍼스트레이디 특수 경호대
- 홈 포 더 할리데이 (1995년 영화)
- 투 머치
- 말뚝상사 빌코
- 48시간의 킬링 게임
- 미스터 커티
- 로즈 앤 그레고리
- 트라이얼쇼
- 수우 (1998년 영화)
- 아미스타드 (영화)
- 뷰티풀 마인드 (2001년 영화)
- 니모를 찾아서
- 업타운 걸스
- 크리스마스 건너뛰기
- 악명높은 베티 페이지
- 월 스트리트: 머니 네버 슬립스
- 쉬즈 퍼니 댓 웨이
- 도리를 찾아서

### 텔레비전
- 원 라이프 투 리브
- 마이애미의 두 형사
- 맨하탄의 사나이
- 코스비 가족 만세
- 21 점프 스트리트
- 제시카의 추리극장
- 돈 드링크 워터
- 프레이저 (시트콤)
- 더 프랙티스
- 오즈 (드라마)
- 웨스트 윙 (드라마)
- 천사의 손길
- 조안 오브 아카디아
- 퍼슨 오브 인터레스트
- 게임 체인지
- 빌리언스
- 뉴 암스테르담 (드라마)
- 굿 파이트